# 泰州医药高新技术产业开发区
泰州医药高新技术产业开发区，亦称中国医药城，简称医药高新区，位于中国江苏省泰州市。于2004年4月成立，2009年3月，经国务院批准升格为国家级高新技术产业开发区，是目前中国唯一的医药高新技术产业开发区。